# Болат, Тимур
Тиму́р Бола́т (род. 14 мая 1989) — казахстанский дзюдоист родом из Монголии.

## Биография
Участник Олимпийских игр 2012 года в Лондоне. В упорном противостоянии в 1/16 финала положил на лопатки опытного египтянина Хешама Месба, но в  1/8 финала проиграл Масаси Нисияма (Япония), занимавшему 3-ю позицию в мировом рейтинге.
В 2009 году занял 2-е место на  «Кубке Чингисхана».